# 국도 제189호선 (일본)

일본 189번 국도의 안내판.

국도 제189호선(일본어: 国道189号)은 야마구치현 이와쿠니시의 이와쿠니 비행장에서 이와쿠니 시내까지 연결되는 일반 국도이다. 그러나 실제 연장으로는 0.4 km이며, 본래의 실제 연장은 2.9 km이다. 다만 최단 거리의 국도 노선으로는 실제 순서로 따지자면, 174번 국도 다음으로 2번째로 가장 짧은 편이다. 또한 구글 지도 상에서는 이와쿠니 공항 입구를 실질적인 종점으로 기능하게 된다.

## 연혁
- 1953년 5월 18일 : 2급 국도 189호선인 이와쿠니 비행장선(이와쿠니 비행장~이와쿠니시)으로 노선이 고시되어 지정함.
- 1965년 4월 1일 : 도로에 관한 법률 개정에 따라, 1·2급의 구분이 사라짐과 동시에, 일반 국도 189호로 재지정과 동시에 시행
- 2010년 2월 2일 : 기점 변경에 따른 총 연장 단축 (12.5 m)

## 지리
- 통과하는 지자체 : 야마구치현 이와쿠니시가 유일하다.
- 접촉 가능 도로 : 국도 제188호선